# Steven B. Karch
Steven Bernard Karch ist ein US-amerikanischer Neuropathologe und Buchautor.

## Leben
Er studierte Medizin an der Tulane University in New Orleans und machte ein Postgraduierten-Studium in Neuropathologie am Royal London Hospital und in Pathologie des Herzens an der Stanford University. Er ist Fellow an der Fakultät für Forensik und Rechtsmedizin am Royal College of Physicians in London und Mitglied der Forensic Science Society. Er hat zwölf Bücher veröffentlicht und ist Mitherausgeber des Journal of Cardiovascular Toxicology.

## Bücher
- Brief history of cocaine : from inca monarchs to cali cartels : 500 years of cocaine dealing
- Addiction and the medical complications of drug abuse
- Drug abuse handbook
- Forensic autopsy a handbook and atlas
- Forensic issues in alcohol testing
- History of cocaine the mystery of coca java and the Kew plant
- Neurochemistry of abused drugs
- Pharmacokinetics and pharmacodynamics of abused drugs
- Simpson’s forensic medicine
- The consumer’s guide to herbal medicine
- Workplace drug testing
- Karch’s Pathology of Drug Abuse